# Виллер-Патер
Вилле́р-Пате́р (фр. Villers-Pater) — коммуна во Франции, находится в регионе Франш-Конте. Департамент — Верхняя Сона. Входит в состав кантона Монбозон. Округ коммуны — Везуль.
Код INSEE коммуны — 70565.

## География
Коммуна расположена приблизительно в 330 км к юго-востоку от Парижа, в 28 км северо-восточнее Безансона, в 18 км к югу от Везуля.
По территории коммуны протекает река Отуазон (фр. Authoison). Около половины территории коммуны покрыто лесами.

## Население
Население коммуны на 2010 год составляло 40 человек.
| 1962 | 1968 | 1975 | 1982 | 1990 | 1999 | 2010 |
| ---- | ---- | ---- | ---- | ---- | ---- | ---- |
| 27   | 31   | 29   | 28   | 25   | 38   | 40   |

## Администрация
| Период | Период | Фамилия       | Партия | Примечания |
| ------ | ------ | ------------- | ------ | ---------- |
| 1983   | 2009   | Жильбер Серьо |        |            |
| 2009   | 2014   | Сильвет Мате  |        |            |

## Экономика
В 2010 году среди 21 человека трудоспособного возраста (15—64 лет) 15 были экономически активными, 6 — неактивными (показатель активности — 71,4 %, в 1999 году было 63,2 %). Из 15 активных жителей работали 15 человек (7 мужчин и 8 женщин), безработных не было. Среди 6 неактивных 1 человек был учеником или студентом, 3 — пенсионерами, 2 были неактивными по другим причинам.